# Robertshöjd BK
Robertshöjd BK var en innebandyklubb i Göteborg. 
Klubben bildades 1984 och blev året efter första seriemästarna i innebandy i Göteborg. Robertshöjd BK var en av Sveriges största innebandyföreningar mellan 1987 och 2000. 1987 gick klubben samman med Kallebäcks BK.
När klubben var tillbaka i Elitserien säsongen 2003/2004 bytte den namn till RBK Göteborg. I samband med sammanslagningen med Björkekärrs IK sommaren 2007 ändrade klubben namn ännu en gång till IBF Göteborg.